# Прохор
Прохор (на старогръцки: προχωρέω – „вървя напред, придвижвам се“) е мъжко име от гръцки произход.

## Известни носители
- Прохор Пчински (11 век), български отшелник
- Прохор Охридски (16 век), охридски архиепископ